# Stazione di Noale-Scorzè
La stazione di Noale-Scorzè è situata al Km 14+837 della ferrovia Trento-Venezia tra le stazioni di Trebaseleghe e Salzano-Robegano.
Si trova all'interno del territorio comunale di Noale.

## Storia
La stazione venne inaugurata nell'estate del 1908, in occasione dell'apertura della tratta ferroviaria da Mestre a Bassano del Grappa. La doppia denominazione Noale-Scorzè creò malumori nella popolazione di Noale, tanto che il fatto sfociò in disordini repressi dalla forza pubblica.

## Strutture e impianti
La stazione è composta da un fabbricato viaggiatori che presenta una sala d'aspetto con all'interno la biglietteria. È presente inoltre un altro fabbricato utilizzato come esercizio commerciale.
Il piazzale è composto da tre binari con banchine rialzate parzialmente coperto da una pensilina.
La stazione è accessibile ai portatori di handicap tramite un ascensore per il primo binario e tramite una rampa per la banchina ad isola dei binari 2 e 3.

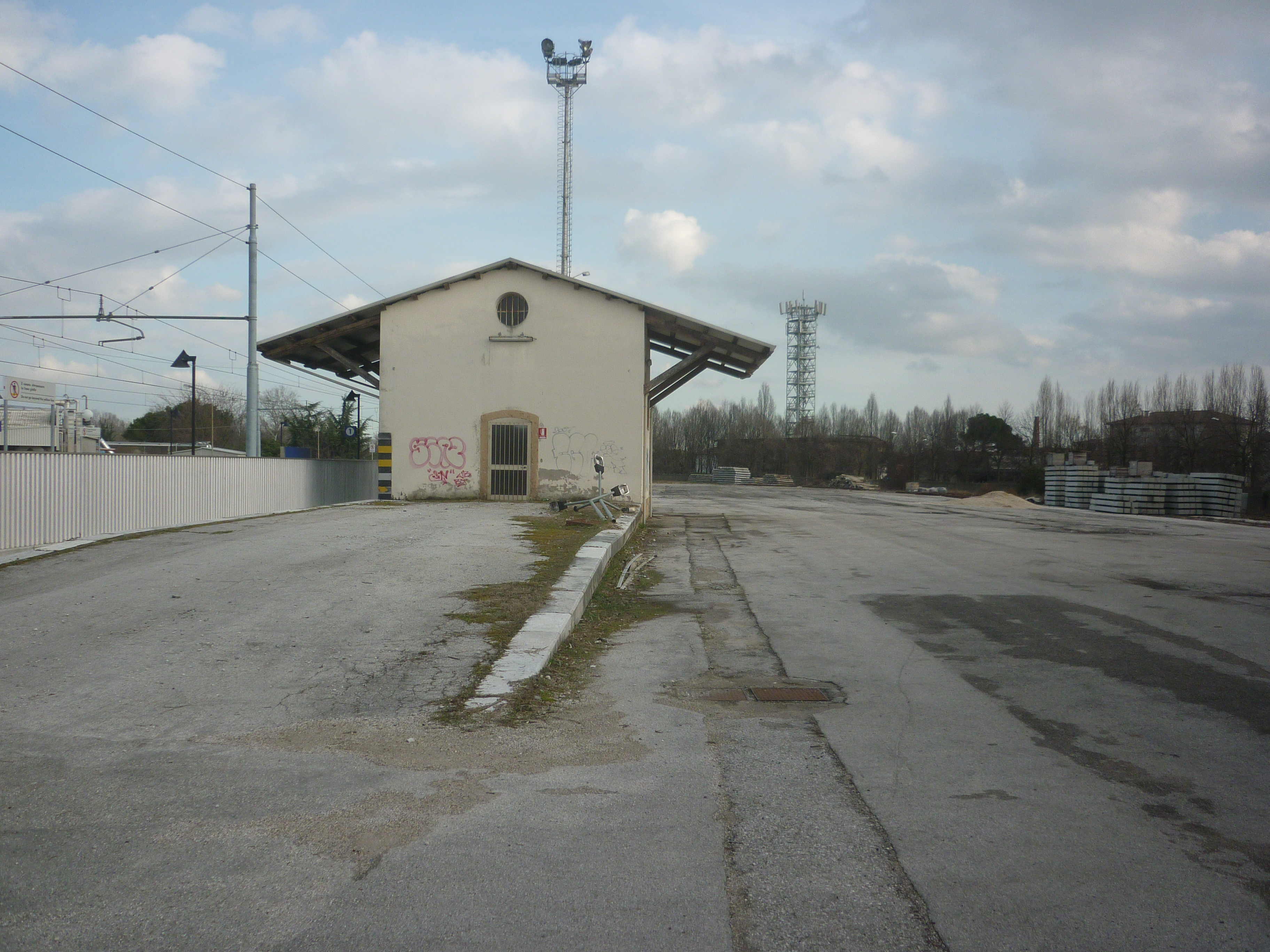
L'ex scalo merci

In passato era presente uno scalo merci, attualmente dismesso.

## Movimento
La stazione è servita da treni regionali svolti da Trenitalia nell'ambito del contratto di servizio stipulato con le regioni interessate.

## Servizi
A fini commerciali l'impianto è classificato da RFI nella categoria silver.